# Niedersteimel
Niedersteimel ist ein Ort von 106 Ortschaften der Gemeinde Reichshof im Oberbergischen Kreis im nordrhein-westfälischen Regierungsbezirk Köln in Deutschland.

## Lage und Beschreibung
Der Ort liegt nördlich der Wiehltalsperre, die nächstgelegenen Zentren sind Gummersbach (15 km nordwestlich), Köln (64 km westlich) und Siegen (39 km südöstlich).

## Geschichte

### Erstnennung
1575 wurde der Ort das erste Mal urkundlich erwähnt: „Ort in der Karte von A. Mercator.“ 
Die Schreibweise der Erstnennung war Nider Steinmell.
| Bevölkerungsentwicklung | Bevölkerungsentwicklung |
| Jahr                    | Einwohner               |
| ----------------------- | ----------------------- |
| 1991                    | 17                      |
| 2005                    | 24                      |
| 2008                    | 27                      |
| 2017                    | 20                      |
| 2018                    | 21                      |
| 2019                    | 23                      |